# Berles-au-Bois
Berles-au-Bois ist eine französische Gemeinde mit 538 Einwohnern (Stand 1. Januar 2022) im Département Pas-de-Calais in der Region Hauts-de-France. Sie gehört zum Arrondissement Arras und zum Kanton Avesnes-le-Comte.

## Lage
Die Gemeinde Berles-au-Bois liegt 16 Kilometer südwestlich von Arras. Nachbargemeinden von Berles-au-Bois sind Bailleulval im Norden, Rivière im Nordosten, Ransart im Osten, Pommier im Südosten, Bienvillers-au-Bois im Süden, Monchy-au-Bois im Südwesten sowie Bailleulmont im Nordwesten.

## Bevölkerungsentwicklung
| Jahr                       | 1962 | 1968 | 1975 | 1982 | 1990 | 1999 | 2006 | 2013 | 2022 |
| Einwohner                  | 582  | 557  | 524  | 531  | 524  | 485  | 497  | 517  | 538  |
| Quellen: Cassini und INSEE |      |      |      |      |      |      |      |      |      |

## Sehenswürdigkeiten

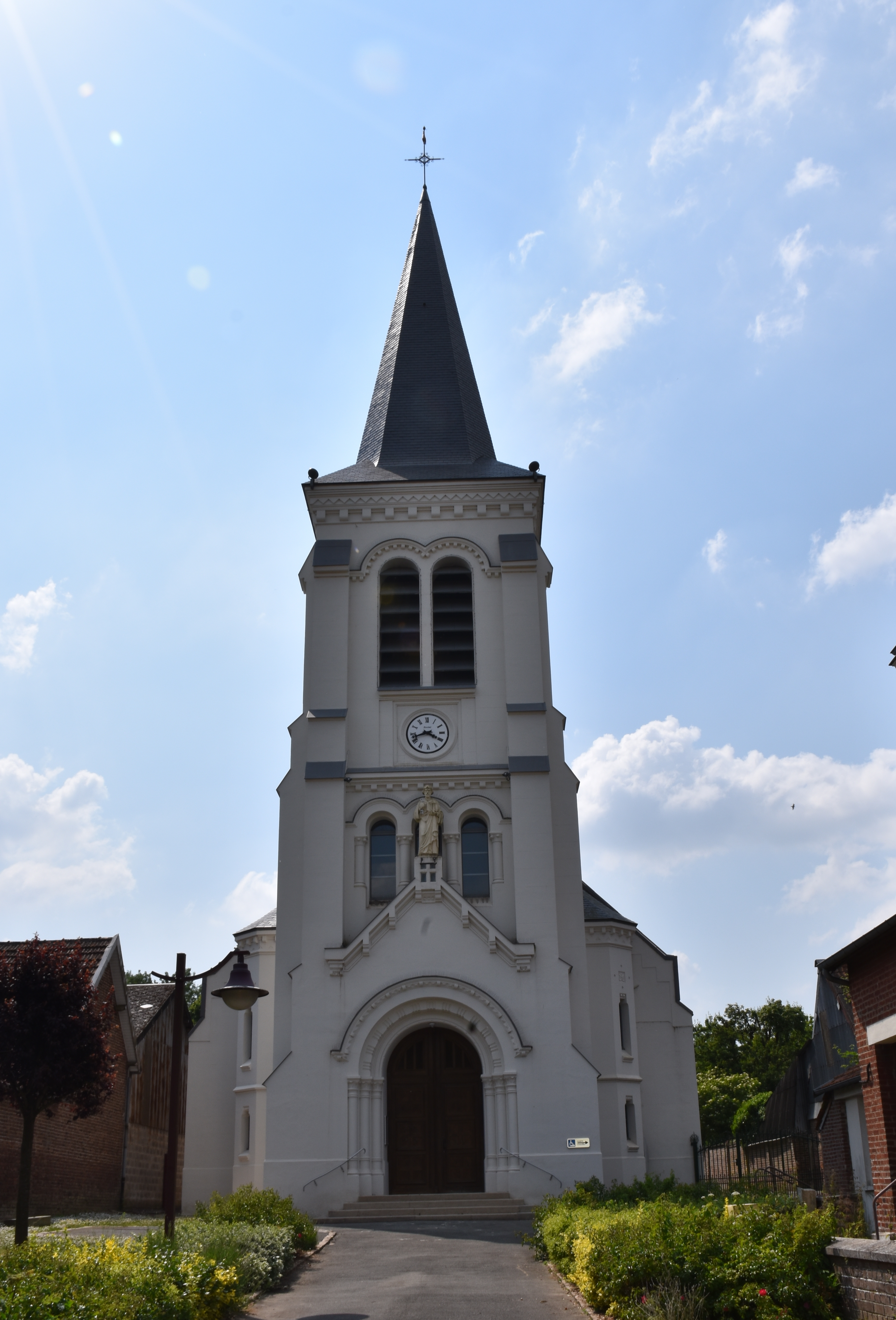
Kirche Saint-Pierre
- Kapelle Notre-Dame-de-Fatima
- Wasserturm

- Kirche Saint-Pierre